# Villanueva del Río Segura
Villanueva del Río Segura es un municipio español de la Región de Murcia. Se encuentra en el corazón del Valle de Ricote, siendo, por su localización estratégica, la puerta de entrada del mismo desde el sur. Cuenta con una población de 3 944 habitantes (INE 2024).

## Geografía
Villanueva se encuentra situada en una elevación sobre la llanura aluvial del río Segura, que a esta altura forma una estrecha vega encajonada entre montañas, el denominado valle de Ricote. Recorrido por acequias y demás canales de irrigación que aprovechan desde tiempos ancestrales las especiales características del terreno y el clima de la zona para el aprovechamiento agrícola. 
El cauce del Segura sirve de límite municipal con Ulea, de cuyo núcleo dista poco más de 1 kilómetro.

### Localidades limítrofes
| Noroeste: Ojós | Norte: Ulea          | Noreste: Ulea             |
| Oeste: Ojós    |                      | Este: Archena             |
| Suroeste Ojós  | Sur: Campos del Río. | Sureste: Alguazas y Ceutí |

## Historia
Las culturas íbera y romana dejaron sus huellas en las cercanías de la villa, pues los vergeles que creaba el río Segura a su paso por el valle de Ricote lo hacían atractivo y aprovechable para el cultivo. A su vez, las altas montañas que lo encierran suponían un estupendo recurso defensivo para sus habitantes.
A pesar de que numerosas civilizaciones han pisado sus tierras, las primeras noticias que se tienen de Villanueva del Río Segura datan de tiempo después de la conquista cristiana, concretamente de 1468. En la visita que realizó Francisco de León al Reino de Murcia en aquel año (por orden del maestre de la orden de Santiago) aparecen citados los lugares de Ulea, Blanca, Ojós, Abarán y Asuete, que indudablemente se corresponde con Villanueva del Río Segura, dentro de la Encomienda de Ricote.  Siendo una población mudéjar como otras del mismo valle, en 1501 se vieron obligados a convertirse al cristianismo. 
Aunque en el siglo XVI se trataba de una dependencia de Ulea, poco a poco Villanueva del Río Segura se fue asentando como población. Así, durante el siglo XVIII fueron constantes los debates suscitados entre Ulea y Villanueva sobre la primacía de sus respectivas iglesias, el cual sería fallado a favor de Ulea en 1783. Poco después dieron comienzo las gestiones para la construcción de una iglesia parroquial independiente en Villanueva, la de Nuestra Señora de la Asunción, que sería concluida a comienzos del siglo XIX.

## Geografía humana

### Demografía
Cuenta con una población de 3944 habitantes (INE 2024).
| Gráfica de evolución demográfica de Villanueva del Río Segura entre 1842 y 2021                                                                                                   |
| |
| Población de derecho según los censos de población del INE. Población de hecho según los censos de población del INE.En estos Censos se denominaba Villanueva: 1842, 1857 y 1860. |

La población de Villanueva conoce un incremento demográfico constante hasta los años setenta, cuando comienza un declive que se recupera rápidamente desde el año 2000.

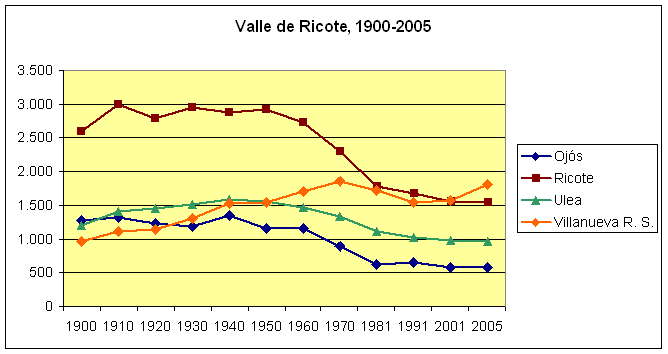
Evolución de la población de Villanueva (línea naranja) en el contexto de la comarca moderna del Valle de Ricote

### Barrios y núcleos de población
- Barrio Virgen del Carmen, que está unido al barrio de la Providencia de Archena
- Barrio de la Asunción
- Barrio de San Roque
- Centro y Casco antiguo
- La Asomá
- La Morra

### Economía
Su economía se basa en los cultivos de frutales y cítricos (destacando los albaricoques aunque también tienen importancia el limón y la naranja), en el envasado de productos agrícolas y en industrias derivadas de la construcción.
En el pueblo de Villanueva predominan las actividades de sector primario y secundario, aunque en este siglo se estén introduciendo algunas de carácter terciario.
La economía del municipio, que había crecido espectacularmente durante los años de bonanza económica, queda fuertemente afectada por la crisis de 2008, la cual ha acabado con gran número de puestos de trabajo. Villanueva había aprovechado el auge inmobiliario para realizar una gran inversión en construcción, con diversas urbanizaciones en su entorno.

## Ayuntamiento
En las elecciones municipales del 24 de mayo de 2015, el PSOE -liderado por Don Jesús Mariano Viciana Ortiz-  obtuvo la mayoría absoluta de concejales, con 712 votos frente a los 701 del PP, habiendo estado gobernando este último durante 20 años de manera ininterrumpida.
Desde el año 1995 hasta 2015 gobernó en Villanueva José Luis López Ayala (PP), resultando vencedor por mayoría absoluta en cada una de las votaciones desde ese año, siendo la última de 2011 la más abultada, con un resultado de 9 concejales a 2 frente al anterior gobernante del municipio, el PSOE. El municipio arrastra a finales de 2014  una gran deuda. Además cabe destacar que José Luis López Ayala es obligado por su partido a retirarse en 2015 de la vida política tras 20 años como alcalde, tras ser imputado en varios casos de supuesta corrupción.[cita requerida]
| Legislatura | Nombre                | Grupo |
| ----------- | --------------------- | ----- |
| 1979-1983   | Andrés Ortiz          | UCD   |
| 1983-1987   | Andrés Ortiz          | CDS   |
| 1987-1991   | Fco. José Ortiz Gómez | PSOE  |
| 1991-1995   | Fco. José Ortiz Gómez | PSOE  |
| 1995-1999   | José Luis López Ayala | PP    |
| 1999-2003   | José Luis López Ayala | PP    |
| 2003-2007   | José Luis López Ayala | PP    |
| 2007-2011   | José Luis López Ayala | PP    |
| 2011-2015   | José Luis López Ayala | PP    |
| 2015-2019   | Jesús Viciana Ortiz   | PSOE  |
| 2019-2023   | Jesús Viciana Ortiz   | PSOE  |
| 2023-       | Jesús Viciana Ortiz   | PSOE  |

## Monumentos y sitios de interés

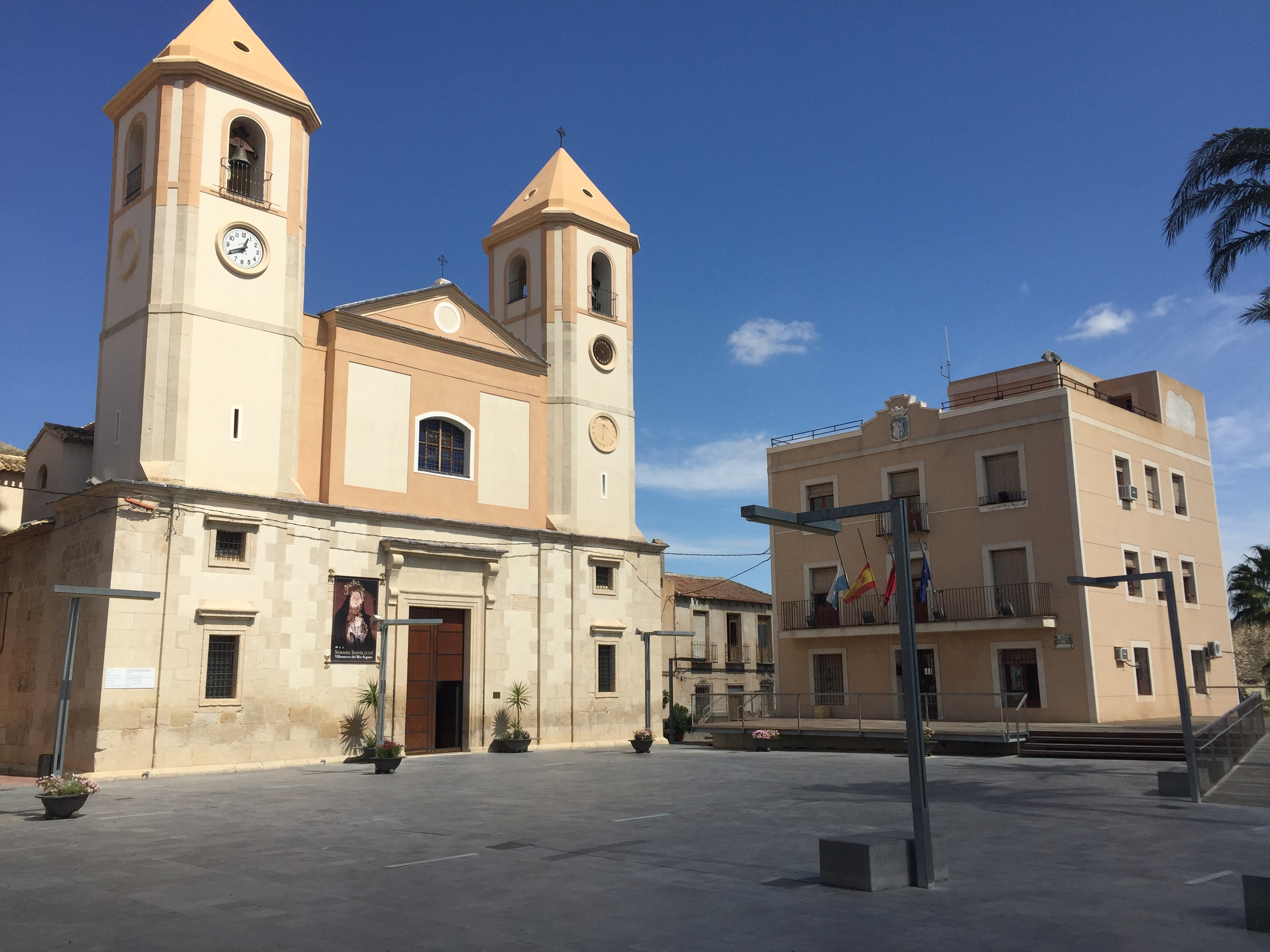
Iglesia de la Asunción de Villanueva y el Ayuntamiento a su derecha.

### Monumentos Religiosos
- Iglesia de Nuestra Señora de la Asunción, declarada Bien de Interés Cultural
- Ermita de San Roque
- Corazón de Jesús

### Monumentos civiles
- Asilo Hospital Santa Isabel
- Palacete de Doña Isabel

### Miradores
- Mirador de la Ermita de San Roque
- Mirador del Corazón de Jesús
- Mirador de la Morra
- Mirador del Varón del Solar
- Mirador de la calle Cuna

## Gastronomía
- Guiso de trigo
- Pebre
- Arroz y conejo
- Olla de cerdo
- Arroz y habichuelas
- Frutos de la huerta (naranjas, ciruelas, albaricoques, melocotones)
- Paparajotes

## Deportes
Destaca el Fútbol sala, encontrándose un equipo de la localidad en categoría autonómica, el Villanueva Hugosport FS. El primer equipo logró dos ascenso seguidos en los años 2012/2013 y 2013/2014, en la temporada 2014/2015 se incorporó un equipo de infantiles y de cadetes. El equipo juega como local en el pabellón municipal. A partir del año 2023, se disputa una competición de carácter local con diferentes equipos del Valle de Ricote.

## Fiestas
- San Antón (17 de enero):

La costumbre es merendar en los parajes de Cartín y el Cajal.
- Semana Santa

Lo más destacado es sin duda el Encuentro del Niño (domingo de Resurrección), que tiene 200 años de tradición. Se representa la imagen de Jesucristo resucitado como la de un niño de 3 años. Es tradición sacar el niño los quintos de ese año.
- Fiestas de San Roque (del 13 al 17 de agosto):

Día 13: (La subida de San Roque) El patrón San Roque se lleva en procesión a la ermita. Una vez allí se acompaña hasta las altas horas de la madrugada donde espera una discoteca móvil y se baila y bebe hasta la hora de la paella gigante aproximadamente a las 04:00 horas. Vienen jóvenes de todos los pueblos de alrededor, ya que se ha convertido en una fiesta muy popular. Las peñas hacen la famosa zurra que puede ser degustada por todos
Día 14: (La bajada de San Roque) Por la noche, todo el pueblo va a la ermita vestido con el traje regional, para bajar al santo a la iglesia donde hay una gran Mascletá. Una vez allí le ofrendan flores y alhábega cogida de nuestra huerta.
Día 15: Por la noche, se saca en procesión a la patrona Nuestra Señora de la Asunción , Más tarde el castillo y actuación de un grupo musical.
Día 16: Por la noche, se saca en procesión al patrón San Roque, una vez en la entrada de la iglesia se tira una traca y sobre la 01:00 de la madrugada el castillo de fuego artificiales con grupo a continuación.
Día 17: Desfile de carrozas, otros eventos y final de las fiestas.
- Fútbol Vaca: Ha sido un festejo originario de este municipio. Se celebraba un partido de fútbol donde la protagonista era una vaquilla que corría suelta por el campo y donde los jugadores tenían que estar atentos al balón y a la vaquilla. La risa y los revolcones estaban asegurados. (Ha sido eliminada debido a la protección de los animales.)

## Comunicaciones

### Por carretera
Dispone de accesos desde las vías RM-520, RM-522 y RM-B14.

### Autobús
Presta servicio la siguiente línea de autobús interurbano:
| Línea     | Recorrido                | Operador |
| --------- | ------------------------ | -------- |
| MUR-092-1 | Valle de Ricote - Murcia | Interbus |